# Adilson Bahia
Adilson Reis da Anunciacao, oder einfach Adilson Bahia (* 27. September 1992 in Salvador), ist ein brasilianischer Fußballspieler.

## Karriere
Von 2012 bis 2013 spielte Adilson Bahia bei Mirassol FC in Mirassol. Über die brasilianischen Vereine Clube de Regatas Brasil, EC São Luiz und EC Pelotas wechselte er im Juli 2016 nach Israel. Seine erste Station in Israel war Hapoel Haifa. Der Verein aus Haifa spielte in der ersten Liga, der Ligat ha’Al. Bis Mitte 2017 spielte er 31 Mal in der Liga und schoss dabei fünf Tore. Im Juli 2017 wechselte er zum Ligakonkurrenten MS Aschdod nach Aschdod. Nach sieben Monaten wechselte er nach Nazareth zu Maccabi Ahi Nazareth. Der Club spielte in der zweiten Liga, der Liga Leumit. Nachdem sein Vertrag im Juni 2018 ausgelaufen war, war er bis Ende 2018 vertrags- und vereinslos. Der brasilianische Club FC Cascavel aus Cascavel (Paraná) nahm ihn im Januar 2019 unter Vertrag. Im Februar 2019 wurde er Vertrag wieder aufgelöst. Udon Thani FC, ein Verein aus Thailand, nahm ihn ab Februar unter Vertrag. Der Club aus Udon Thani spielte in der zweiten Liga, der Thai League 2. Nach der Hinserie wurde sein Vertrag nicht verlängert. Am 1. Juli 2019 kehrte er nach Brasilien zurück. Hier schoss er sich dem Arapongas EC an. Im August 2020 wechselte er zu Portuguesa São Paulo nach São Paulo. Hier stand er bis Anfang Januar 2021 unter Vertrag. Am 11. Januar 2021 verpflichtete ihn der Ferroviário AC aus Fortaleza. Nach seinem Engagement bei Ferroviário AC im Jahr 2021 blieb Adilson Bahia weiterhin im brasilianischen Vereinsfußball aktiv. Im Laufe der Saison 2023 stand er Medienberichten zufolge beim Verein Central SC unter Vertrag, spielte zuvor aber auch zeitweise bei Barra FC. Genauere Angaben zu seinen Einsätzen in diesem Zeitraum sind teils lückenhaft dokumentiert. 
Zur Saison 2025 verpflichtete ihn der Verein Atlético Piauiense (Atlético-PI) für die Teilnahme am Campeonato Piauiense, der Staatsmeisterschaft von Piauí. Der Wechsel wurde am 23. Januar 2025 öffentlich bekannt gegeben. Im März 2025 folgte ein weiterer Vereinswechsel: Bahia schloss sich dem nordbrasilianischen Viertligisten Manaus FC an, der in der Campeonato Brasileiro Série D aktiv ist.